# 静岡労働局
静岡労働局（しずおかろうどうきょく）は、静岡県静岡市葵区にある日本の都道府県労働局で、静岡県を管轄している。

## 所在地
- 本局 静岡県静岡市葵区追手町9番50号 静岡地方合同庁舎3階・5階

## 組織
局長
- 総務部
  - 総務課、企画室、労働保険徴収課
- 労働基準部
  - 監督課、健康安全課、賃金室、労災補償課
- 職業安定部
  - 職業安定課、職業対策課、需給調整事業課、求職者支援室
- 雇用均等室

## 出先機関
- 労働基準監督署（7署1駐在事務所）
  - 浜松労働基準監督署（浜松市中央区）
  - 磐田労働基準監督署（磐田市）
  - 島田労働基準監督署（島田市）
  - 静岡労働基準監督署（静岡市葵区）
  - 富士労働基準監督署（富士市）
  - 沼津労働基準監督署（沼津市）
  - 三島労働基準監督署（三島市）
    - 下田駐在事務所（下田市）

- 公共職業安定所（ハローワーク、12所5出張所）
  - 下田公共職業安定所（下田市）
  - 三島公共職業安定所（三島市）
    - 伊東出張所（伊東市）

  - 沼津公共職業安定所（沼津市）
    - 御殿場出張所（御殿場市）

  - 富士公共職業安定所（富士市）
  - 富士宮公共職業安定所（富士宮市）
  - 清水公共職業安定所（静岡市清水区）
  - 静岡公共職業安定所（静岡市駿河区）
  - 焼津公共職業安定所（焼津市）
  - 島田公共職業安定所（島田市）
    - 榛原出張所（牧之原市）

  - 掛川公共職業安定所（掛川市）
  - 磐田公共職業安定所（磐田市）
  - 浜松公共職業安定所（浜松中中央区）
    - 細江出張所（浜松市浜名区）
    - 浜北出張所（浜松市浜名区）

## 管轄
- 静岡県全域